# Фигурное катание на зимних юношеских Олимпийских играх 2012
Соревнования по фигурному катанию на I зимних юношеских Олимпийских играх проходили с 14 по 21 января 2012 года в четырёх основных дисциплинах фигурного катания (мужское и женское одиночное катание, парное катание и танцы на льду), а также среди смешанных команд без учёта национальной принадлежности фигуристов.

## Участники
К участию в турнире были допущены фигуристы-одиночники, родившиеся не раньше 1 января 1996 года и не позже 31 декабря 1997 года, а также парники и танцоры, родившиеся не раньше 1 января 1994 года.
Всего участвовать в соревнованиях имели право 76 человек (38 юношей и 38 девушек). Из них по 16 одиночников, 10 спортивных (участвовали лишь 5) и 12 танцевальных пар. При этом, максимальная квота от одной страны составляла 12 человек (6 юношей и 6 девушек), то есть в каждом виде максимум два участника/пары. В итоге на турнире приняли участие 66 человек из 20-ти стран.

## Медали

### Общий зачет
| Общее количество медалей |         |        |         |        |       |
| Место                    | Страна  | Золото | Серебро | Бронза | Всего |
| 1                        | Россия  | 2      | 2       | 3      | 7     |
| 2                        | Китай   | 2      | 0       | 1      | 3     |
| 3                        | Япония  | 0      | 1       | 0      | 1     |
| 3                        | Украина | 0      | 1       | 0      | 1     |

### Медалисты
| Дисциплина        | Золото                                                                     | Серебро                                                                                   | Бронза                                                                                    |
| Юноши             | Янь Хань Китай                                                             | Сёма Уно Япония                                                                           | Феодосий Ефременков Россия                                                                |
| Девушки           | Елизавета Туктамышева Россия                                               | Аделина Сотникова Россия                                                                  | Ли Цзыцзюнь Китай                                                                         |
| Пары              | Юй Сяоюй / Цзинь Ян Китай                                                  | Лина Фёдорова / Максим Мирошкин Россия                                                    | Анастасия Долидзе / Вадим Иванов Россия                                                   |
| Танцы на льду     | Анна Яновская / Сергей Мозгов Россия                                       | Александра Назарова / Максим Никитин Украина                                              | Мария Симонова / Дмитрий Драгун Россия                                                    |
| Смешанная команда | Сёма Уно Япония Джордан Баус США Евгения Ткаченко / Юрий Гулицкий Беларусь | Ярослав Паниот Украина Эвелиина Вильянен Финляндия Мария Симонова / Дмитрий Драгун Россия | Александр Лян Казахстан Пак Со Юн Республика Корея Эстель Элизабет / Роман Ле Гак Франция |

## Результаты

### Юноши
| Место | Имя                     | Страна           | Сумма баллов | SP | SP    | FS | FS     |
| ----- | ----------------------- | ---------------- | ------------ | -- | ----- | -- | ------ |
| 1     | Янь Хань                | Китай            | 192.45       | 1  | 59.65 | 1  | 132.80 |
| 2     | Сёма Уно                | Япония           | 167.15       | 6  | 51.52 | 2  | 115.63 |
| 3     | Феодосий Ефременков     | Россия           | 163.46       | 2  | 54.70 | 5  | 108.76 |
| 4     | Ли Джун Хён             | Республика Корея | 160.99       | 7  | 50.93 | 4  | 110.06 |
| 5     | Нико Улановский         | Германия         | 158.47       | 4  | 54.03 | 6  | 104.44 |
| 6     | Сю Накамура             | Япония           | 154.22       | 10 | 42.34 | 3  | 111.88 |
| 7     | Майкл Кристиан Мартинес | Филиппины        | 151.60       | 3  | 54.35 | 7  | 97.25  |
| 8     | Тимофей Новакин         | Франция          | 147.23       | 5  | 52.47 | 9  | 94.76  |
| 9     | Ярослав Паниот          | Украина          | 132.55       | 13 | 36.04 | 8  | 96.51  |
| 10    | Никола Тодескини        | Швейцария        | 128.98       | 9  | 44.02 | 11 | 84.96  |
| 11    | Тино Олениус            | Финляндия        | 127.12       | 8  | 46.03 | 12 | 81.09  |
| 12    | Карло Витторио Палермо  | Италия           | 125.55       | 12 | 39.29 | 10 | 86.26  |
| 13    | Йон-Улаф Хальман        | Швеция           | 120.12       | 11 | 40.50 | 13 | 79.62  |
| 14    | Александр Лян           | Казахстан        | 95.87        | 14 | 35.97 | 14 | 59.90  |
| 15    | Мануэль Дрекслер        | Австрия          | 85.08        | 15 | 28.62 | 16 | 56.46  |
| 16    | Тимоти Мананд           | Бельгия          | 82.36        | 16 | 25.06 | 15 | 57.30  |

### Девушки
| Место | Имя                      | Страна           | Сумма баллов | SP | SP    | FS | FS     |
| ----- | ------------------------ | ---------------- | ------------ | -- | ----- | -- | ------ |
| 1     | Елизавета Туктамышева    | Россия           | 173.10       | 1  | 61.83 | 1  | 111.27 |
| 2     | Аделина Сотникова        | Россия           | 159.08       | 2  | 59.44 | 3  | 99.64  |
| 3     | Ли Цзыцзюнь              | Китай            | 157.70       | 3  | 50.92 | 2  | 106.78 |
| 4     | Пак Со Юн                | Республика Корея | 136.60       | 5  | 48.37 | 4  | 88.23  |
| 5     | Анаис Вентар             | Франция          | 136.08       | 4  | 49.85 | 6  | 86.23  |
| 6     | Риса Сёдзи               | Япония           | 135.32       | 6  | 47.29 | 5  | 88.03  |
| 7     | Джордан Баус             | США              | 123.39       | 7  | 42.33 | 7  | 81.06  |
| 8     | Тина Штюрцингер          | Швейцария        | 113.55       | 8  | 40.63 | 8  | 72.92  |
| 9     | Дарин Хусейн             | Украина          | 109.31       | 10 | 39.77 | 11 | 69.54  |
| 10    | Шантель Керри            | Австралия        | 108.99       | 11 | 37.51 | 9  | 71.48  |
| 11    | Миколь Кристини          | Италия           | 105.44       | 9  | 39.87 | 12 | 65.57  |
| 12    | Эвелиина Вильянен        | Финляндия        | 101.10       | 16 | 29.73 | 10 | 71.37  |
| 13    | Нина Ларисса Вольфсласт  | Австрия          | 96.26        | 12 | 34.45 | 13 | 61.81  |
| 14    | Миртель Сальден Улафссон | Швеция           | 92.54        | 14 | 33.57 | 14 | 58.97  |
| 15    | Синдра Крииса            | Эстония          | 92.43        | 13 | 34.43 | 15 | 58.00  |
| 16    | Лизелотте Суэртс         | Бельгия          | 85.57        | 15 | 30.73 | 16 | 54.84  |

### Пары
| Место | Имена                                 | Страна  | Сумма баллов | SP | SP    | FS | FS     |
| ----- | ------------------------------------- | ------- | ------------ | -- | ----- | -- | ------ |
| 1     | Юй Сяоюй / Цзинь Ян                   | Китай   | 153.82       | 1  | 51.79 | 1  | 102.03 |
| 2     | Лина Фёдорова / Максим Мирошкин       | Россия  | 134.19       | 2  | 49.32 | 2  | 84.87  |
| 3     | Анастасия Долидзе / Вадим Иванов      | Россия  | 112.72       | 3  | 38.75 | 3  | 73.97  |
| 4     | Кейтлин Белт / Майкл Джонсон          | США     | 109.61       | 4  | 38.65 | 4  | 70.96  |
| 5     | Елизавета Усманцева / Владислав Лысой | Украина | 95.35        | 5  | 34.81 | 5  | 60.54  |

### Танцы на льду
| Место | Имена                                  | Страна         | Сумма баллов | SD | SD    | FD | FD    |
| ----- | -------------------------------------- | -------------- | ------------ | -- | ----- | -- | ----- |
| 1     | Анна Яновская / Сергей Мозгов          | Россия         | 146.96       | 1  | 60.19 | 1  | 86.77 |
| 2     | Александра Назарова / Максим Никитин   | Украина        | 131.68       | 2  | 57.44 | 2  | 74.24 |
| 3     | Мария Симонова / Дмитрий Драгун        | Россия         | 125.22       | 3  | 54.11 | 3  | 71.11 |
| 4     | Рэйчел Парсонс / Майкл Парсонс         | США            | 114.22       | 4  | 44.69 | 4  | 69.53 |
| 5     | Эстель Элизабет / Роман Ле Гак         | Франция        | 106.42       | 6  | 42.60 | 5  | 63.82 |
| 6     | Карина Узурова / Ильяс Али             | Казахстан      | 102.77       | 5  | 43.71 | 6  | 59.06 |
| 7     | Яна Цейкова / Александр Синицын        | Чехия          | 92.72        | 8  | 37.38 | 7  | 55.34 |
| 8     | Жасмин Тессари / Стефано Колафато      | Италия         | 88.15        | 7  | 38.00 | 8  | 50.15 |
| 9     | Кристина Шмит / Симон Эйзенбауэр       | Австрия        | 78.26        | 9  | 32.22 | 9  | 46.04 |
| 10    | Евгения Ткаченко / Юрий Гулицкий       | Беларусь       | 74.56        | 10 | 31.90 | 11 | 42.66 |
| 11    | Милли Патерсон / Эдвард Карстайрс      | Великобритания | 71.05        | 11 | 30.70 | 12 | 40.35 |
| 12    | Виктория-Лаура Лохмус / Андрей Даводов | Эстония        | 70.78        | 12 | 26.67 | 10 | 44.11 |

## Командные соревнования

### Результаты командных соревнований
| Место   | Команда   | Юноши                         | Юноши | Девушки                         | Девушки | Танцевальные дуэты                               | Танцевальные дуэты | Всего набрано баллов командой |
| ------- | --------- | ----------------------------- | ----- | ------------------------------- | ------- | ------------------------------------------------ | ------------------ | ----------------------------- |
| Золото  | Команда 4 | Сёма Уно Япония               | 7     | Джордан Баус США                | 7       | Евгения Ткаченко / Юрий Гулицкий Беларусь        | 2                  | 16                            |
| Серебро | Команда 2 | Ярослав Паниот Украина        | 4     | Эвелиина Вильянен Финляндия     | 6       | Мария Симонова / Дмитрий Драгун Россия           | 6                  | 16                            |
| Бронза  | Команда 6 | Александр Лян Казахстан       | 1     | Пак Со Ён Республика Корея      | 8       | Эстель Элизабет / Роман Ле Гак Франция           | 5                  | 14                            |
| 4       | Команда 8 | Тимофей Новакин Франция       | 5     | Синдра Крииса Эстония           | 1       | Александра Назарова / Максим Никитин Украина     | 7                  | 13                            |
| 5       | Команда 1 | Феодосий Ефременков Россия    | 8     | Тина Штюрцингер Швейцария       | 4       | Милли Патерсон / Эдвард Карстайрс Великобритания | 1                  | 13                            |
| 6       | Команда 5 | Тино Олениус Финляндия        | 3     | Миртель Сальден Улафссон Швеция | 2       | Анна Яновская / Сергей Мозгов Россия             | 8                  | 13                            |
| 7       | Команда 7 | Ли Джун Хён Республика Корея  | 6     | Миколь Кристини Италия          | 3       | Виктория-Лаура Лохмус / Андрей Даводов Эстония   | 3                  | 12                            |
| 8       | Команда 3 | Карло Витторио Палермо Италия | 2     | Анаис Вентар Франция            | 5       | Яна Цейкова / Александр Синицын Чехия            | 4                  | 11                            |

Юноши
| Место | Имя                    | Страна           | Номер команды | FP     | Баллы в командный зачёт |
| ----- | ---------------------- | ---------------- | ------------- | ------ | ----------------------- |
| 1     | Феодосий Ефременков    | Россия           | Команда 1     | 117.13 | 8                       |
| 2     | Сёма Уно               | Япония           | Команда 4     | 112.72 | 7                       |
| 3     | Ли Джун Хён            | Республика Корея | Команда 7     | 109.30 | 6                       |
| 4     | Тимофей Новакин        | Франция          | Команда 8     | 99.56  | 5                       |
| 5     | Ярослав Паниот         | Украина          | Команда 2     | 85.06  | 4                       |
| 6     | Тино Олениус           | Финляндия        | Команда 5     | 82.50  | 3                       |
| 7     | Карло Витторио Палермо | Италия           | Команда 3     | 75.71  | 2                       |
| 8     | Александр Лян          | Казахстан        | Команда 6     | 60.45  | 1                       |

Девушки
| Место | Имя                      | Страна           | Номер команды | FP    | Баллы в командный зачёт |
| ----- | ------------------------ | ---------------- | ------------- | ----- | ----------------------- |
| 1     | Пак Со Ён                | Республика Корея | Команда 6     | 96.84 | 8                       |
| 2     | Джордан Баус             | США              | Команда 4     | 77.84 | 7                       |
| 3     | Эвелиина Вильянен        | Финляндия        | Команда 2     | 76.27 | 6                       |
| 4     | Анаис Вентар             | Франция          | Команда 3     | 76.09 | 5                       |
| 5     | Тина Штюрцингер          | Швейцария        | Команда 1     | 73.46 | 4                       |
| 6     | Миколь Кристини          | Италия           | Команда 7     | 65.60 | 3                       |
| 7     | Миртель Сальден Улафссон | Швеция           | Команда 5     | 64.16 | 2                       |
| 8     | Синдра Крииса            | Эстония          | Команда 8     | 58.52 | 1                       |

Танцы на льду
| Место | Имена                                  | Страна         | Номер команды | FD    | Баллы в командный зачёт |
| ----- | -------------------------------------- | -------------- | ------------- | ----- | ----------------------- |
| 1     | Анна Яновская / Сергей Мозгов          | Россия         | Команда 6     | 84.55 | 8                       |
| 2     | Александра Назарова / Максим Никитин   | Украина        | Команда 8     | 78.44 | 7                       |
| 3     | Мария Симонова / Дмитрий Драгун        | Россия         | Команда 2     | 76.02 | 6                       |
| 4     | Эстель Элизабет / Роман Ле Гак         | Франция        | Команда 6     | 66.88 | 5                       |
| 5     | Яна Цейкова / Александр Синицын        | Чехия          | Команда 8     | 54.72 | 4                       |
| 6     | Виктория-Лаура Лохмус / Андрей Даводов | Эстония        | Команда 7     | 45.60 | 3                       |
| 7     | Евгения Ткаченко / Юрий Гулицкий       | Беларусь       | Команда 4     | 44.36 | 2                       |
| 8     | Милли Патерсон / Эдвард Карстайрс      | Великобритания | Команда 1     | 44.02 | 1                       |

### Состав команд
В связи с тем, что всего в соревнованиях участвовало лишь 5 спортивных пар из 4 стран, из командных соревнований эта дисциплина была исключена. Команды сформировались жеребьёвкой следующим образом (правила жеребьёвки подробнее см. в разделе Квалификация):
| Команды   | Юноша                         | Девушка                                        | Танцевальный дуэт                                                               |
| --------- | ----------------------------- | ---------------------------------------------- | ------------------------------------------------------------------------------- |
| Команда 1 | Феодосий Ефременков Россия    | Тина Штюрцингер Швейцария                      | Милли Патерсон / Эдвард Карстайрс Великобритания                                |
| Команда 2 | Ярослав Паниот Украина        | Эвелиина Вильянен Финляндия                    | Мария Симонова / Дмитрий Драгун Россия                                          |
| Команда 3 | Карло Витторио Палермо Италия | Анаис Вентар Франция                           | Яна Цейкова / Александр Синицын Чехия                                           |
| Команда 4 | Сёма Уно Япония               | Джордан Баус США                               | Евгения Ткаченко / Юрий Гулицкий Беларусь                                       |
| Команда 5 | Тино Олениус Финляндия        | Миртель Сальден Улафссон Швеция                | Анна Яновская / Сергей Мозгов Россия                                            |
| Команда 6 | Александр Лян Казахстан       | Пак Со Ён Республика Корея                     | Эстель Элизабет / Роман Ле Гак Франция                                          |
| Команда 7 | Ли Джун Хён Республика Корея  | Миколь Кристини Италия                         | Виктория-Лаура Лохмус / Андрей Даводов Эстония                                  |
| Команда 8 | Тимофей Новакин Франция       | Лизелотте Суэртс Бельгия Синдра Крииса Эстония | Рэйчел Парсонс / Майкл Парсонс США Александра Назарова / Максим Никитин Украина |

## Квалификация
Национальная принадлежность большинства участников, а именно по 12 юношей и девушек, 7 пар и 9 танцевальных дуэтов, определились по результатам чемпионате мира среди юниоров 2011 года. Те страны, спортсмены которых заняли на чемпионате мира призовые места, имели право выставить на соревнованиях по два участника/пары в соответствующем виде. При этом, если спортсмены какой-то страны заняли более одного призового места на чемпионате, то максимальная квота всё равно оставалась в два места. Остальные квоты выбирались по одному участнику от каждой страны согласно занятым на юниорском первенстве местам. 
Оставшиеся 4 места у одиночников и 3 в парных видах распределились по рейтингу ИСУ и выступлениям спортсменов в серии Гран-при среди юниоров сезона 2011—2012. Так как представители Австрии (страны-хозяйки соревнований) не квалифицировались обычным способом, то на Гран-при распределялось на 1 место меньше в каждом виде, кроме парного катания, где Австрия сразу отказалась от лицензии. Кто конкретно будет представлять страну на играх, определялось каждым Национальным Олимпийским комитетом самостоятельно с учётом возрастных ограничений для участников. По состоянию на октябрь 2011 года, распределение мест на юношеских зимних Олимпийских играх выглядело следующим образом:
Юноши
| Соревнования                      | Даты                    | Место  | Количество спортсменов | Страна                                                        |
| --------------------------------- | ----------------------- | ------ | ---------------------- | ------------------------------------------------------------- |
| Чемпионат мира среди юниоров 2011 | 28 февраля—6 марта 2011 | Каннын | 2                      | Канада1 Япония Швеция2                                        |
| Чемпионат мира среди юниоров 2011 | 28 февраля—6 марта 2011 | Каннын | 1                      | США Китай Россия Казахстан Бельгия Украина                    |
| Серия Гран-при среди юниоров      | август—декабрь 2011     | Квебек | 1                      | Южная Корея Германия Эстония Италия Бразилия Беларусь Австрия |

Девушки 
| Соревнования                      | Даты                    | Место  | Количество спортсменов | Страна                                                          |
| --------------------------------- | ----------------------- | ------ | ---------------------- | --------------------------------------------------------------- |
| Чемпионат мира среди юниоров 2011 | 28 февраля—6 марта 2011 | Каннын | 2                      | Россия США                                                      |
| Чемпионат мира среди юниоров 2011 | 28 февраля—6 марта 2011 | Каннын | 1                      | Япония Китай Бельгия Франция Италия Швейцария Эстония Финляндия |
| Серия Гран-при среди юниоров      | август—декабрь 2011     | Квебек | 1                      | Южная Корея Швеция Украина Австрия                              |

Пары
| Соревнования                      | Даты                    | Место  | Количество спортсменов | Страна                                                 |
| --------------------------------- | ----------------------- | ------ | ---------------------- | ------------------------------------------------------ |
| Чемпионат мира среди юниоров 2011 | 28 февраля—6 марта 2011 | Каннын | 2                      | Китай3 Россия Япония4                                  |
| Чемпионат мира среди юниоров 2011 | 28 февраля—6 марта 2011 | Каннын | 1                      | США                                                    |
| Серия Гран-при среди юниоров      | август—декабрь 2011     | Квебек | 1                      | Чехия Эстония Польша Беларусь Украина Франция Австрия7 |

Танцы на льду
| Соревнования                      | Даты                    | Место  | Количество спортсменов | Страна                                           |
| --------------------------------- | ----------------------- | ------ | ---------------------- | ------------------------------------------------ |
| Чемпионат мира среди юниоров 2011 | 28 февраля—6 марта 2011 | Каннын | 2                      | Россия США                                       |
| Чемпионат мира среди юниоров 2011 | 28 февраля—6 марта 2011 | Каннын | 1                      | Франция Словакия5 Канада1 Испания6 Эстония       |
| Серия Гран-при среди юниоров      | август—декабрь 2011     | Квебек | 1                      | Украина Германия Чехия Италия Узбекистан Австрия |

- 1 — Канада не будет посылать фигуристов на зимние юношеские Олимпийские игры в мужском одиночном катании и в танцах на льду;
- 2 — Швеция, имеющая два место в мужском одиночном катании, займёт только одно из них;
- 3 — Китай, имеющий два места в спортивных парах, пришлёт на игры только одну пару;
- 4 — У Японии нет спортивных пар, соответствующих требованиям МОК по возрасту и гражданству;
- 5 — Словакия отказалась от своего места в танцах на льду;
- 6 — Испания не имеет танцевального дуэта соответствующего требованиям по возрасту;
- 7 — Австрия, которой как стране-хозяйке соревнований, положено по одному месту в каждой дисциплине, не пришлёт на соревнование спортивной пары.

Список запасных, по состоянию на октябрь 2011 года (по порядку):
| Юноши                                                                                             | Девушки                                                               | Пары                                                  | Танцы                                                                                 |
| ------------------------------------------------------------------------------------------------- | --------------------------------------------------------------------- | ----------------------------------------------------- | ------------------------------------------------------------------------------------- |
| Чехия · Филиппины · Финляндия · Швейцария · Франция · Великобритания · Китайский Тайбэй · Армения | Австралия · Дания · Словакия · Латвия · Польша · Германия · Австралия | Швеция · Испания · Нидерланды · Швейцария · Австралия | Латвия · Финляндия · Казахстан · Великобритания · Беларусь · Израиль · Новая Зеландия |

Однако из-за жёстких возрастных ограничений на этих Играх далеко не во всех странах нашлись подходящие спортсмены. Последовала целая череда отказов. Особенно пострадали от этого соревнования спортивных пар, в которых, в итоге, участвовали лишь 5 пар из 4 государств, и вид был исключён из смешанных командных соревнований.

### Представительство по странам
В итоге, в соревнованиях участвовали спортсмены следующих стран (страны по алфавиту):
| Страна          | Юноши | Девушки | Пары | Танцы | Спортсменов |
| --------------- | ----- | ------- | ---- | ----- | ----------- |
| Австралия       | 0     | 1       | 0    | 0     | 1           |
| Австрия         | 1     | 1       | 0    | 2     | 4           |
| Беларусь        | 0     | 0       | 0    | 2     | 2           |
| Бельгия         | 1     | 1       | 0    | 0     | 2           |
| Германия        | 1     | 0       | 0    | 2     | 3           |
| Италия          | 1     | 1       | 0    | 2     | 4           |
| Казахстан       | 1     | 0       | 0    | 2     | 3           |
| Китай           | 1     | 1       | 2    | 0     | 4           |
| Россия          | 1     | 2       | 4    | 4     | 11          |
| США             | 0     | 1       | 2    | 2     | 5           |
| Украина         | 1     | 1       | 2    | 2     | 6           |
| Финляндия       | 1     | 1       | 0    | 0     | 2           |
| Филиппины       | 1     | 0       | 0    | 0     | 1           |
| Франция         | 1     | 1       | 0    | 2     | 4           |
| Чехия           | 0     | 0       | 0    | 2     | 2           |
| Швейцария       | 1     | 1       | 0    | 0     | 2           |
| Швеция          | 1     | 1       | 0    | 0     | 2           |
| Эстония         | 0     | 1       | 0    | 2     | 3           |
| Южная Корея     | 1     | 1       | 0    | 0     | 2           |
| Япония          | 2     | 1       | 0    | 0     | 3           |
| Всего: 20 стран | 16    | 16      | 10   | 24    | 66          |

### Смешанные командные соревнования
Командные соревнования на I юношеских Олимпийских играх проходили по правилам, отличающимся от правил командного турнира на предстоящих зимних Олимпийских играх в Сочи, в первую очередь, тем, что команды формировались без учёта национальной принадлежности участников, а по такой схеме:
- Все участники, в зависимости от занятых на индивидуальных соревнованиях мест, делятся на три группы в каждой дисциплине:

| Юноши и девушки - Группа 1: места с 1 по 5 - Группа 2: места с 6 по 11 - Группа 3: места с 12 по 16 | Спортивные пары - Группа 1: места с 1 по 3 - Группа 2: места с 4 по 7 - Группа 3: места с 8 по 10 | Танцевальные пары - Группа 1: места с 1 по 4 - Группа 2: места с 5 по 8 - Группа 3: места с 9 по 12 |

- Затем из каждой группы жеребьёвкой составляется 8 команд по 6 человек (юноша, девушка, спортивная и танцевальная пары), следующим образом[7]:

| Команда   | Юноши         | Девушки       | Пары[6]       | Танцы         |
| --------- | ------------- | ------------- | ------------- | ------------- |
| Команда 1 | из 1-й группы | из 3-й группы | из 2-й группы | из 1-й группы |
| Команда 2 | из 2-й группы | из 2-й группы | из 1-й группы | из 3-й группы |
| Команда 3 | из 3-й группы | из 1-й группы | из 1-й группы | из 2-й группы |
| Команда 4 | из 1-й группы | из 3-й группы | из 2-й группы | из 1-й группы |
| Команда 5 | из 2-й группы | из 2-й группы | из 1-й группы | из 3-й группы |
| Команда 6 | из 3-й группы | из 1-й группы | из 2-й группы | из 2-й группы |
| Команда 7 | из 1-й группы | из 3-й группы | из 3-й группы | из 1-й группы |
| Команда 8 | из 2-й группы | из 2-й группы | из 3-й группы | из 2-й группы |
- Фигуристы ещё раз исполнят свои произвольные программы (танцы) и всем, в зависимости от занятого места, будут присвоены баллы:
  - 1-е место — 8 баллов
  - 2-е место — 7 баллов
  - 3-е место — 6 баллов
  - 4-е место — 5 баллов
  - 5-е место — 4 балла
  - 6-е место — 3 балла
  - 7-е место — 2 балла
  - 8-е место — 1 балл

- Каждая команда должна собрать как можно больше баллов, и собравшая наибольшее число баллов занимает первое место.

## Расписание соревнований[8]
(UTC+1)
- 14 января 2012 года
  - 15:00 Пары — короткая программа
  - 16:20 Юноши — короткая программа
- 15 января 2012 года
  - 15:00 Короткий танец
  - 17:20 Девушки — короткая программа
- 16 января 2012 года
  - 14:00 Пары — произвольная программа
  - 15:30 Юноши — произвольная программа
- 17 января 2012 года
  - 17:30 Произвольный танец
  - 20:30 Девушки — произвольная программа
- 21 января 2012 года
  - 14:00 Юноши — командные соревнования
  - 16:10 Девушки — командные соревнования
  - 18:15 Танцы — командные соревнования